# Галай, Николай Яковлевич
Николай Яковлевич Галай (родился в 1903 г. — умер в 1969 г.) — русский военный деятель, капитан, военный писатель, аналитик и публицист. Участник белого движения. После 1920 г. — в эмиграции.
Белогвардейский участник гражданской войны в России. Обучался в Николаевском инженерном училище. С 1919 в чине подпоручика служил в 3 дроздовской артиллерийской батарее. Во второй половине ноября 1920 вместе с остатками Белой армии эвакуировался из Крыма в Галлиполи. Затем перебрался в Болгарию, a оттуда во Францию. Работал таксистом в Париже.
В 1927 прошёл обучение на Высших Военно — Научных Курсах под руководством генерала Николая Головина. После его окончания, был назначен начальником кафедры истории и военного дела, преподавал там же.
Во второй половине 30-х годов был членом Русского национальный союза участников войны (РНСУВ). Подпоручик Галай являлся постоянными автором центрального печатного органа РНСУВ — газеты «Сигнал», выходившей два раза в месяц (1937—1940) под редакцией полковника Н. В. Пятницкого.
Во время Второй мировой войны служил в чине капитана комендантом немецкого учебного центра подготовки советских офицеров — военнопленных.
После 2 мировой войны поселился в Западной Германии. Состоял научным сотрудником Института по изучению СССР в Мюнхене.
Одновременно был автором ряда публикаций в русском эмигрантском журнале «Часовой», а также — в западногерманских и американских военных журналах.